# Ivan Šunjić
Ivan Šunjić, né le 9 octobre 1996 à Zenica en Bosnie-Herzégovine, est un footballeur international bosnien qui évolue au poste de milieu défensif au Paphos FC.

## Biographie

### Carrière en club

#### Débuts en Croatie
Né à Zenica en Bosnie-Herzégovine, Ivan Šunjić fait ses débuts professionnels avec le Dinamo Zagreb, son club formateur. Il joue son premier match le 10 mai 2014 face au NK Istra, club contre lequel son équipe s'incline 2-1. Il ne participe qu'à deux matchs et joue le reste du temps avec l'équipe réserve, avant d'être transféré au Lokomotiva Zagreb, le 10 février 2016 après avoir résilié son contrat avec le Dinamo. Il inscrit son premier but avec son nouveau club le 13 mai 2017, lors de la victoire des siens par deux buts à zéro contre l'Inter Zapresic.
Il est nommé capitaine du Lokomotiva Zagreb juste avant le début de la saison 2017-2018.

#### Retour au Dinamo Zagreb
Le 12 février 2018, Šunjić rejoint le Dinamo Zagreb et signe un contrat courant jusqu'au 15 juin 2023. Cependant, dans le même temps, il se voit prêté à Lokomotiva pour le reste de la saison.

#### Birmingham City
Le 26 juillet 2019, Ivan Šunjić rejoint Birmingham City, avec qui il signe un contrat courant jusqu'en juin 2024,. Il joue son premier match avec son nouveau club le 3 août 2019, à l'occasion de la première journée de la saison 2019-2020 de Championship, face au Brentford FC. Ce jour-là il entre en cours de partie à la place de Daniel Crowley et son équipe s'impose sur le score de un but à zéro,.

#### Hertha Berlin
Le 5 juillet 2022, Ivan Šunjić rejoint le Hertha Berlin, sous la forme d'un prêt d'une saison avec option d'achat.

#### Retour à Birmingham
Ivan Šunjić fait son retour à Birmingham City à la fin de son prêt au Hertha Berlin, et alors que la tendance est à un nouveau départ lors de cet été 2023, le milieu de terrain croate est finalement intégré à l'équipe première par l'entraîneur John Eustace, Šunjić s'imposant même comme un titulaire dès le début de saison.

#### Paphos FC
Après la relégation de Birmingham City à l'issue de la saison 2023-2024, 
Ivan Šunjić quitte le club début août 2024 pour signer en faveur du Paphos FC.

### En sélection
Avec les moins de 17 ans, il participe au championnat d'Europe des moins de 17 ans en 2013. Il dispute ensuite quelques mois plus tard la Coupe du monde des moins de 17 ans organisée aux Émirats arabes unis.
Il est par la suite à plusieurs reprises capitaine de la sélection des moins de 19 ans, puis de celle des espoirs.
Le 28 mai 2017, il honore sa première sélection avec la Croatie face au Mexique. Il est titulaire et dispute l'intégralité de la rencontre, qui se termine par la victoire des Croates (1-2).
Avec l'équipe de Croatie espoirs Šunjić participe au championnat d'Europe espoirs en 2019. Il joue les trois matchs de son équipe en tant que titulaire, les Croates ne dépassent pas la phase de groupe durant cette compétition avec deux défaites et un match nul.

## Palmarès
Dinamo Zagreb
- Champion de Croatie en 2013-2014 et en 2018-2019.
- Finaliste de la Coupe de Croatie en 2014.